# Rayas (hinduismo)
En el marco de la filosofía samkhia (una de las seis doctrinas hinduistas), rayas es una de las tres guṇas
(las tres modalidades de prakriti, la materia). Siendo Rayas la fuerza que promueve la actividad:
- acción
- creatividad, ingenio
- cambio, mutación, transformación
- pasión, excitación
- nacimiento, creación, fundación, generación.

Así, las personas extremadamente activas, excitables, apasionadas, trabajólicas, tienen en su constitución una preponderancia de rayas.
En el hinduismo, rayas se percibe como más positiva que tamas (ignorancia inerte, que es la cualidad de inactividad, oscuridad y pereza), pero menos positiva que sattuá (bondad contemplativa, que es la cualidad de pureza, claridad, calma y meditación). Excepto, quizá, por alguien que ha «trascendido las guṇas» y se ha vuelto completamente ecuánime en todos los campos de la vida relativa.
Cada una de las guṇas no puede existir sin las otras.
Se hallan presentes en los distintos grados de la materia y lo sutil, incluyendo la mente y la energía del universo.
Estas cualidades se mueven en el nivel físico, emocional y mental, en todo el universo —denominado maiá (‘ilusión’)— pues abarcan todo lo existente.

## Etimología
En letra devánagari se escribe: रजस् (rajas, en el sistema AITS, alfabeto de transliteración sánscrita).

## Definiciones según Monier-Williams
De acuerdo con el Sanskrit-English Dictionary del británico Monier Monier-Williams (1819-1899), rayas significa:
- rajas: espacio coloreado o difuso, la esfera de vapor o niebla, región de nubes, atmósfera, aire, firmamento; en los Vedás, una de las divisiones del mundo, que se distingue de div o svar (la esfera de la luz) y rochanā divaḥ (los espacios etéreos), los cuales están más allá de rayas (el éter más allá del aire); frecuentemente rayas equivale a la expansión completa del cielo o de los cielos, se divide en rayas uparam o rayas pārthivam (estrato inferior) y rayas uttamam, rayas paramam o rayas divyam (estrato superior).[1]
  - rajasī (caso dual): ‘atmósferas inferior y superior’ (que a veces también son tres)
  - rajāṃsi (caso plural): ‘los cielos’, incluso se enumeran seis esferas.[2]
- vapor, niebla, nubes, neblina, difuminación, oscuridad.
- impureza, polvo, suciedad, partícula pequeña de materia.
- polvo de las flores (polen).
- tierra arada o cultivada (polvorienta), tierra arable, campos.
- impureza, la menstruación de la mujer).
- the " darkening " quality, passion, emotion, affection.
- (en filosofía) la segunda de las tres guṇas o cualidades; rajas a veces se identifica con tejas; predomina en el aire, es activa, urgente y variable).
- luz, día, mundo, agua.
- un tipo de planta (parpaṭa).
- lata.
- otoño.
- esperma.
- safflower.
- Nombre de un rishi (hijo de vasiṣṭha).